# What Time Is Love?
A "What Time Is Love?" a The KLF brit elektronikus zenei duó által kiadott kislemez, pontosabban kislemezek összessége. A dal különféle változatai 1988 és 1997 között jelentek meg. Eredetileg egy tisztán instrumentális techno himnusz, minimalista felépítéssel; később vokálok, szöveg és plusz hangszerek kerültek bele, 1990-ben a "Live at Trancentral" verzió világszerte siker lett, 1991-es átirata, az "America: What Time Is Love?" teljes áthangszerelést kapott, 1997-ben pedig mint "Fuck The Millenium" jelent meg, szintén jelentősen átdolgozva.

## Története
Bill Drummond és Jimmy Cauty 1987-től kezdtek el zenéket készíteni, főként hip-hop stílusban, mint "The Justified Ancients of Mu Mu". Művészetük fontos eleme volt a plagizálás, azaz más dalokból vágták össze a sajátjukat, melyhez szövegeket írtak. A stílusuk aztán fokozatosan tolódott el az eredetiség és a techno-zene felé. Ekkor jelentették be, hogy várhatóan "The KLF" néven is ki fognak adni, más stílusú számokat.
1988-ban jelent meg a dal első verziója, ekkor a KLF által "pure trance"-nek nevezett stílusban. Egyike lett az együttes alap-számainak: egy nagyon egyszerű basszus (BBB-C-A, BB-C-AA) adja az alapokat (mely rendkívül hasonlít Anne Clark "Our Darkness" című dalára, illetve a "Heaven on their Minds" című dalra a Jézus Krisztus Szupersztár musicalből). Akárcsak a később megjelenő "3 A.M. Eternal", "Last Train to Trancentral", és "Justified and Ancient" számok, a "What Time Is Love?" is számos átalakuláson ment keresztül az idők során, a főbb motívumokat végig megtartva, de más stílusokban előadva. AZ eredeti, 1988-as változat acid house stílusú, ebből lett 1990-ben techno, majd rock-elemekkel színesített techno, végül 1997-ben "acid brass", a Williams Fairey Band rezesbanda előadásában.

### Pure Trance Original
AZ 1988-ban megjelent első változat bakelitemezen jelent meg, elsőként a KLF által "pure trance"-nek nevezett stílusban. Ez egy minimalista szerzemény, acid house stílusban, mely egy Oberheim OB-8 szintetizátorral készült. A dal fő motívuma szinte végig hallható a háttérben, mely folyamatosan variálódik. Két változatban megjelent CD-n is, az elsőn fekete alapon zöld betűkkel, a másodikon fekete alapon sárgán szerepeltek a feliratok. A borítón az 1-es szám szerepelt, mely a Pure Trance-sorozat első darabjára utalt. A dalból több feldolgozás és remix is készült, melyek a "The What Time Is Love Story" című lemezen jelentek meg. Ez a szám volt az alapja a "The White Room" című útifilmnek is, mely soha nem készült el, de beállította a KLF-et egy modernebb zenei stílus irányába.
A Pure Trance változat nem keltett különösebb kritikai visszhangot a megjelenésekor.

#### Első kiadás
1. What Time Is Love? (Pure Trance Original) (07:05)
2. What Time Is Love? (Pure Trance Mix 2) (7:00)

#### Második kiadás
1. What Time Is Love? (Primal Remix) (5:57)
2. What Time Is Love? (Techno Slam Mix) (04:28)
3. What Time Is Love? (Pure Trance Original) (07:05)

Az USA-ban kiadott változaton szerepelt egy közel 9 perces "Live version, "Land Of Oz" " változat is.

#### CD-változat
1. What Time Is Love? (Power Remix) (7'' Edit) (3:41) [ennek létezik egy 7 perces változata is]
2. What Time Is Love? (Pure Trance Original) (07:05)
3. What Time Is Love? (Pure Trance Mix 2) (7:00)

### Live at Trancentral
1990-ben megjelent második változata a KLF új, "stadium house"koncepciója alapján került átdolgozásra. Ez már jóval ismertebb lett, a brit kislemezlista 5. helyéig jutott. Ebben a verzióban szerepel már vokál, új basszus, új house-alapok, és rapszöveg Isaac Bello előadásában. A címben szereplő "Trancentral" utalás a KLF stúdiójára. Annak ellenére, hogy közönséghangot is alákevertek, az nem élő volt. LP-verziója felkerült a "The White Room" albumra is.
"Remodelled & Remixed" néven egy bakelitkiadás is megjelent, rajta különféle remixekkel, többek között az Echo & the Bunnymen-től és a The Moody Boys-tól.

#### 7''kiadás
1. "What Time Is Love? (Live at Trancentral)" (Radio Edit) (3:53)
2. "What Time Is Love? (Techno Gate Mix)" (4:44)

Egyes ausztrál kiadásokon a Pure Trance Original változat is helyet kapott.

#### 12''kiadás
1. "What Time Is Love? (Live at Trancentral)" (5:20)
2. "What Time Is Love? (Techno Gate Mix)" (4:44)

#### CD-változat
1. "What Time Is Love? (Live at Trancentral)" (radio edit) (3:53)
2. "What Time Is Love? (Live at Trancentral)" (5:20)
3. "What Time Is Love?" (Pure Trance Original) (7:05)

### America: What Time Is Love?
1991 végén megjelent az amerikai piacokon is egy alaposan átdolgozott változat: az "America: What Time Is Love?". Keményebb, rockzenei alapokra helyezték, a fő motívum gitár alapú lett (hasonló a Motörhead "Ace of Spades" című dalára), a középső részében pedig nagyzenekari részt is kapott. Az egykori Deep Purple-tag, Glenn Hughes is vokálozott benne.

## Öröksége
- Dr. Felix 1989-ben "Relax Your Body" címen készített saját verziót a dalból.
- A Ragga Twins 1991-es "Wipe The Needle" című száma kezdődik a dal fő motívumával.
- 1993-ban a brit The God Machine dolgozta fel.
- 1997-ben Talla 2XLC készített belőle egy trance verziót.
- 2006-ban a Kaiser Chiefs játszotta el a dalt a BBC Radio 1-en.
- A német Scooter számos dalban használta fel a szám fő motívumát ("Posse (I Need You On The Floor)", "Behind The Cow", "It's A Biz (Ain't Nobody)"), illetve 2012-ben fel is dolgozták azt a "Music For A Big Night Out" albumon.

## Közreműködtek
Mindegyik változatot Bill Drummond és Jimmy Cauty írta és készítette. Az "America"-verzióban Cauty gitározott, basszusgitározott, dobolt, és billentyűzött is, Drummond pedig egy Gibson gitáron játszott.
- Isaac Bello – rapszövegek
- Mark "Spike" Stent – hangmérnök
- Wanda Dee – vokál